# Federazione calcistica di Trinidad e Tobago
La Federazione calcistica di Trinidad e Tobago, ufficialmente Trinidad and Tobago Football Association (TTFA, già TTFF - Trinidad and Tobago Football Federation), fondata nel 1908, è il massimo organo amministrativo del calcio in Trinidad e Tobago. Affiliata alla CONCACAF dal 1962 e alla FIFA dal 1963, essa è responsabile della gestione del campionato di calcio e della nazionale di calcio dell'arcipelago.